# حي العيص (المكلا)
حي العيص هو أحد أحياء مدينة المكلا في محافظة حضرموت اليمنية. يبلغ تعداد سكانه 2326 نسمة حسب التعداد السكاني في اليمن لعام 2004.